# شش‌نوازی زهی

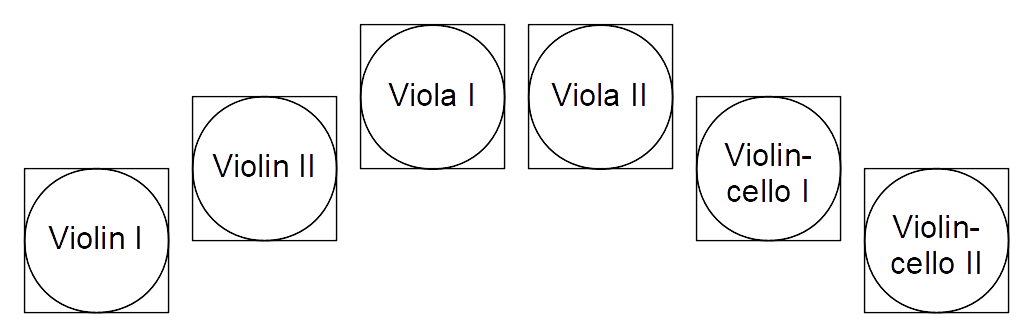
الگوی گروه شش‌نوازان زهی

شش‌نوازیِ زهی یا سکستتِ زهی (به انگلیسی: String sextet) در موسیقی کلاسیک، قطعه‌ای است که برای شش ساز زهی نوشته شده یا گروهی است شش‌نفره که چنین قطعه‌ای را می‌نوازد. اغلب قطعات شش‌نوازی زهی، برای گروهی متشکل از دو ویولن، دو ویولا، و دو ویولنسل نوشته می‌شوند.
از میان آثار متقدم در این شکل می‌توان به اُپوس ۲۳ لوئیجی بوکِرینی، آهنگساز ایتالیایی، اشاره کرد که در سال ۱۷۷۶ تصنیف شده‌است. از دیگر شش‌نوازی‌های زهیِ قابل توجه می‌توان به اینها اشاره کرد: اپوس ۱۸ و اپوس ۳۶ یوهانس برامس، اپوس ۴۸ دورژاک، اپوس ۷۰ چایکوفسکی، شب دگرگون (اپوس ۴) آرنولد شونبرگ، و اپوس ۱۰ اریک ولفگانگ کورنگلد می‌شود.